# 愛媛県立新居浜病院
愛媛県立新居浜病院（えひめけんりつにいはまびょういん、英語：Ehime Prefectural Niihama Hospital）は、愛媛県新居浜市にある医療機関。愛媛県公営企業の設置等に関する条例（昭和41年12月20日条例第37号）に基づき愛媛県公営企業管理局が運営する県立病院である。
208床のベッド数をもち、松山市にある愛媛県立中央病院に次ぐ規模の病院となっている。また災害拠点病院であるほか、東予地方（県東部）全域をエリアとする東予救命救急センターを併設し、新居浜保健サービスステーション（旧新居浜保健所）も同敷地内にある。
石鎚山など登山者の多い地域にあり山岳救急への早期対応の必要性が高いことから、敷地内にヘリポートを有し、地元消防・警察などと訓練を重ねて連携を強化している。
当院の理念は「地域から信頼され、必要とされる病院を目指します」。

## 沿革
この節の出典：
- 1953年(昭和28年)1月 - 愛媛県立新居浜診療所として開設・診療開始。
- 1965年(昭和40年)8月 - 保有病床326床のうち、126床を一般病床に種別変更。愛媛県立新居浜病院に改称。
- 1972年(昭和47年)6月 - 救急告示病院に指定。
- 1975年（昭和50年）11月-本館落成　病床種別変更（一般200床　結核126床）。
- 1963年（昭和58年）8月-病床増加及び種別変更（一般300床　結核50床）別館増築　業務開始。
- 1992年(平成4年)8月 - 東予救命救急センター開設（ICU6床、HCU14床）。
- 1996年(平成8年)7月 - エイズ治療拠点病院に指定。
- 1997年(平成9年)2月 - 災害拠点病院に指定。
- 1999年(平成11年)4月 - 第二種感染症指定医療機関に指定　病床変更（一般300床　結核48床　感染症2床）。
- 2000年4月-（平成12年）人工透析室開設。
- 2003年9月-（平成15年）地域医療提携室設置。
- 2003年12月-（平成15年）病床変更（一般300床　結核27床　感染症2床）。
- 2008年（平成20年）4月-産婦人科開設。
- 2011年(平成23年)4月 - 地域周産期母子医療センター認定。へき地医療拠点病院に指定。
- 2013年（平成25年）4月-病床変更（一般290床 結核37床 感染2床）。
- 2014年（平成26年）病床変更（一般290床 結核21床 感染2床）。
- 2021年（令和3年）8月2日 - 新病棟において診療を開始[4][5]。

## 診療科
以下は2021年8月4日現在。診療科・各部のご案内（病院公式サイト）も参照。
- 内科
- 呼吸器内科
- 循環器内科
- 消化器内科
- 血液内科
- 糖尿病・内分泌内科
- 外科
- 呼吸器外科
- 心臓血管外科
- 消化器外科
- 脳神経外科
- 小児科
- 皮膚科
- 泌尿器科
- 産婦人科
- 耳鼻咽喉科
- 放射線科
- 麻酔科
- リハビリテーション科
- 救急科
- 整形外科

眼科は休診中

## 東予救命救急センター

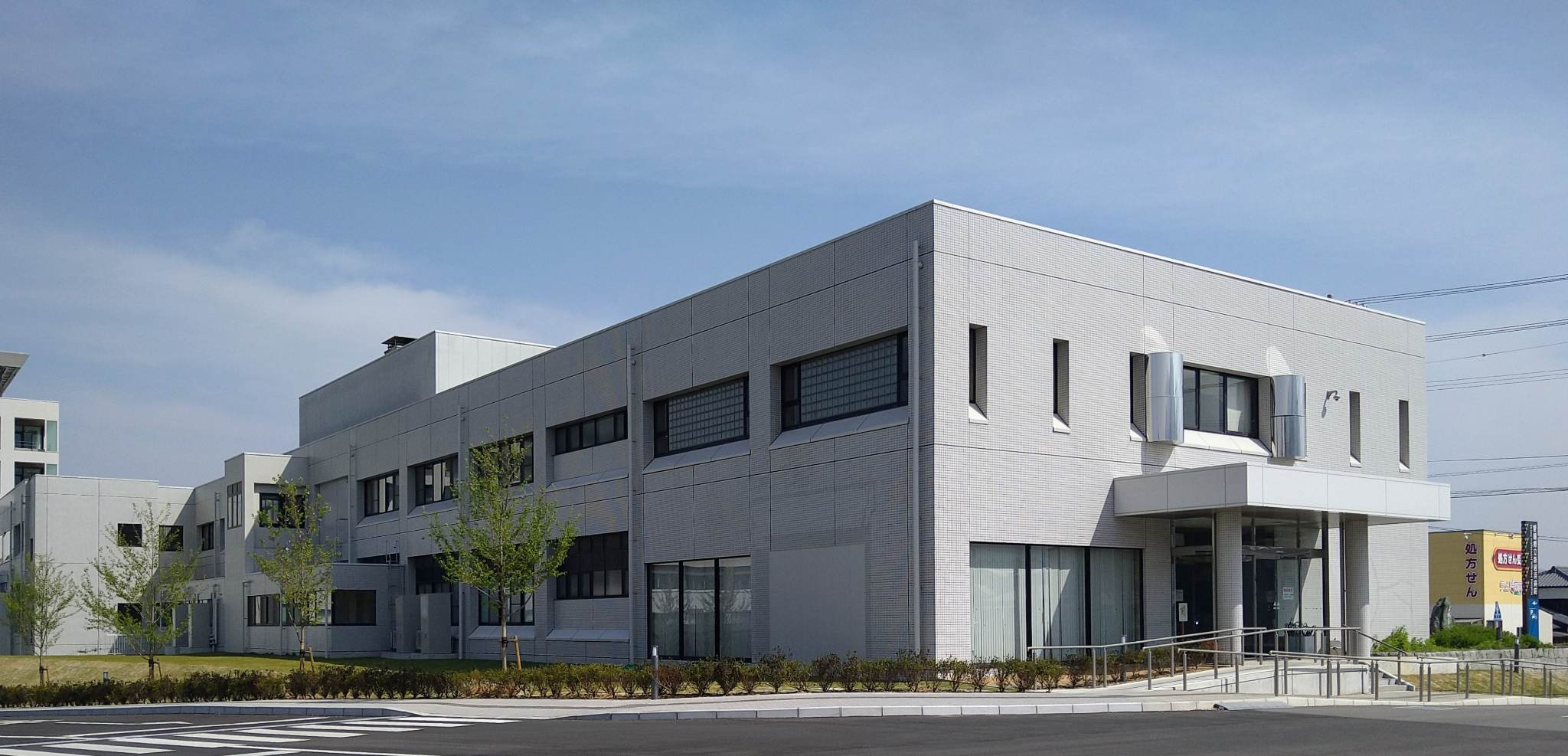
東予救命救急センター

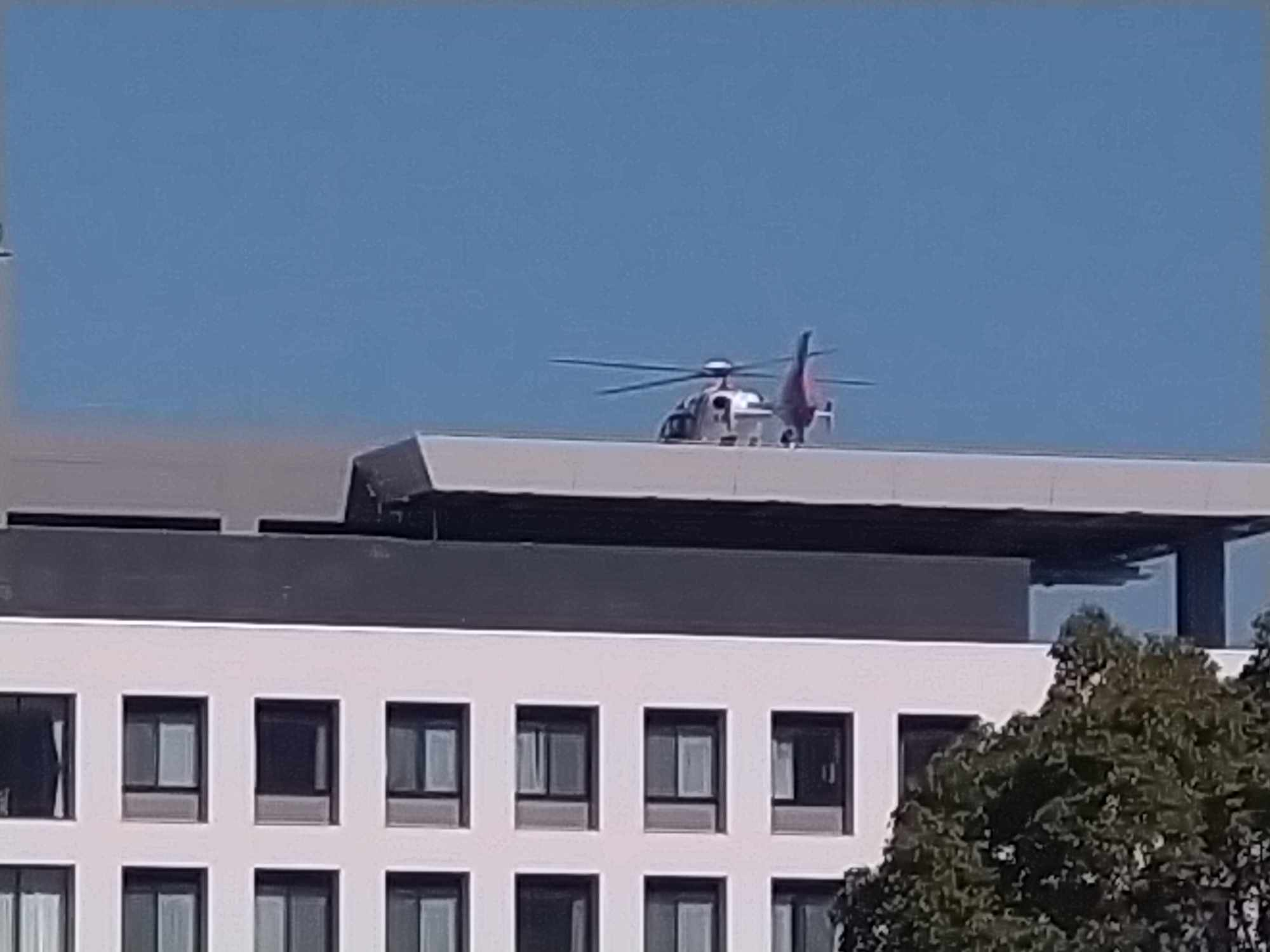
屋上ヘリポート

- 東予救命救急センターは、東予地方（県東部）全域をエリアとして、心筋梗塞やクモ膜下出血などの三次救急患者に対応した医療を行うために設置された救命救急センターである。

## 医療機関の指定等
この節の出典：
- 保険医療機関
- 国民健康保険療養取扱機関
- 生活保護指定病院
- 感染症指定医療機関（結核指定）
- 感染症指定医療機関（第2種感染症指定）
- HIV診療協力病院
- 臓器提供施設
- 原子爆弾被爆者一般疾患医療機関
- 公害医療機関
- 指定養育医療機関
- 指定自立支援医療機関（育成医療・厚生医療）
- 労災保険指定病院
- 労災保険二次健診等給付病院
- 救急告示病院
- 救命救急センター(三次救急医療施設)
- 災害拠点病院
- 不在者投票指定病院
- 看護学生実習施設
- 救急救命士病院実習受入施設
- 救急救命士研修受入施設
- 地域周産期母子医療センター
- へき地医療拠点病院
- 愛媛DMAT指定病院
- 原子力災害医療協力機関

## 交通アクセス
病院公式サイト「交通アクセス」も参照。

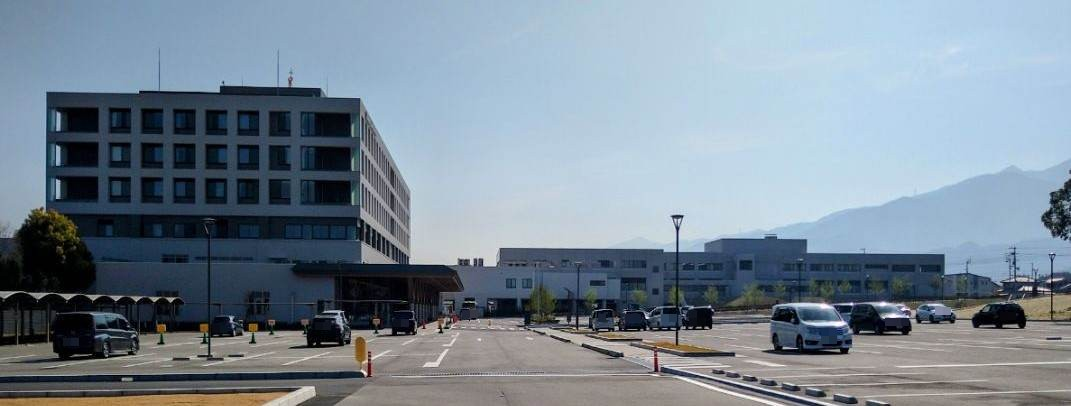
西側入り口より

- JR予讃線新居浜駅から瀬戸内バスで約15分、「県病院前」下車。